# Bittacomorphella thaiensis
Bittacomorphella thaiensis is een muggensoort uit de familie van de glansmuggen (Ptychopteridae). De wetenschappelijke naam van de soort werd voor het eerst geldig gepubliceerd in 1953 door Alexander.